# کازوورث
کازوورث (به انگلیسی: Cosworth) شرکت خودروسازی بریتانیایی است، که در زمینه طراحی و ساخت خودروهای اتومبیل‌رانی، خودروهای اسپورت، تجهیزات ابزار دقیق و سیستم‌های کنترل فعالیت می‌نماید.
شرکت کازوورث در سال ۱۹۵۸ توسط دو نفر از کارکنان شرکت لوتوس کارز بنام‌های مایک کاستین و کیت داکوورث راه‌اندازی شد. موتورهای ساخته شده توسط این شرکت تاکنون ۱۷۶ بار در مسابقات اتومبیل‌رانی فرمول یک به مقام نخست رسیده‌اند، که از این حیث پس از اسکودریا فراری رتبه دوم سازندگان موتورهای فرمول یک را به خود اختصاص می‌دهند.
موتورهای ساخت کازوورث در برخی خودروهای نمادین شرکت های فورد و مرسدس بنز در دهه های هشتاد و نود میلادی مورد استفاده استفاده قرار می‌گرفت.
دفتر مرکزی و کارخانه اصلی این شرکت در شهر نورث‌همپتون، انگلستان قرار دارد و کارخانجات تولیدی آن نیز در تورانس، کالیفرنیا، ایندیاناپولیس و مورسویل، کارولینای شمالی، ایالات متحده آمریکا مستقر می‌باشند.